# 都总河
都总河，也称放马河，位于中华人民共和国海南省陵水黎族自治县境内，发源于县境北部的吊罗山，东流至什坡村转南流，经小妹水库和本号镇，最后于黎盆村西汇入陵水河。河长28.5千米，流域面积236.14平方千米。